# Глібівське газоконденсатне родовище
Глібівське газоконденсатне родовище — належить до Причорноморсько-Кримської нафтогазоносної області Південного нафтогазоносногу регіону України.

## Опис
Розташоване в центральній частині Тарханкутського півострова (Крим). Приурочене до Кіровсько-Карлавської зони антиклінальних складок півд. борту Каркінітсько-Північно-Кримського прогину. Виявлене в 1959 р. Структура — субширотна брахіантикліналь у відкладах палеогену. Промислові припливи газу одержані з газових покладів палеоцену в інтервалі 925—953 м. Газо- і конденсатоносні карбонатні газові поклади верх. палеоцену, головним чином пісковикові органогенно-детритові вапняки товщиною 130—140 м. Глинистовий газоупор — 70 м. Поклад масивно-пластовий склепінчастий. Колектори порово-тріщинні. Режим Покладу газовий. Запаси початкові видобувні категорій А+В+С1: газу — 4570 млн м³; конденсату — 258 тис.т. Дослідно-промислова експлуатація родов. велася в 1966-84 рр. У 1993 р. родов. переведене в підземне сховище з залишковими запасами газу 388,6 млн м³ і пластовим тиском 1,82 МПа.